# Nephrotoma microcera
Nephrotoma microcera är en tvåvingeart som beskrevs av Alexander 1921. Nephrotoma microcera ingår i släktet Nephrotoma och familjen storharkrankar. Inga underarter finns listade i Catalogue of Life.